# Lecaniobius grandis
Lecaniobius grandis is een vliesvleugelig insect uit de familie Eupelmidae. De wetenschappelijke naam is voor het eerst geldig gepubliceerd in 1950 door De Santis.